# Draganovo, Burgas
Draganovo (în bulgară Драганово) este un sat în partea de est a Bulgariei în Regiunea Burgas, în Munții Balcani. Aparține administrativ de Comuna Burgas. La recensământul din 2001 localitatea avea 494 locuitori.

## Demografie
Componența etnică a satului Draganovo
     Turci (97,45%)
     Bulgari (2,3%)
     Nicio identificare (0,23%)
     Altele (0%)
La recensământul din 2011, populația satului Draganovo era de 433 locuitori. Din punct de vedere etnic, majoritatea locuitorilor (97,45%) erau turci, cu o minoritate de bulgari (2,3%). Pentru 0,23% din locuitori nu este cunoscută apartenența etnică.